# Bryhadyriwka (rejon łubieński)
Bryhadyriwka (ukr. Бригадирівка) – wieś na Ukrainie, w obwodzie połtawskim, w rejonie łubieńskim, w hromadzie Chorol. W 2001 liczyła 491 mieszkańców, wśród których 466 wskazało jako ojczysty język ukraiński, 22 rosyjski, 2 białoruski, a 1 inny.